# Eryngium eriophorum
Eryngium eriophorum är en flockblommig växtart som beskrevs av Adelbert von Chamisso och Diederich Franz Leonhard von Schlechtendal. Eryngium eriophorum ingår i släktet martornar, och familjen flockblommiga växter. Inga underarter finns listade i Catalogue of Life.